# SGR J1550-5418
SGR J1550-5418 — мощный источник мягких повторяющихся гамма-всплесков (МПГ) (англ. soft gamma-ray repeater, SGR), звезда, которая находится в созвездии Наугольник в 30 тысячах световых лет от нас.

Вспышки SGR J1550-5418, зарегистрированные телескопом Swift 23—28 января 2009 г.

Долгое время считавшийся типичным источником гамма-излучения, SGR J1550-5418 привлёк внимание астрономов проявлением активности 23 октября 2008 года. Интенсивность гамма-всплесков нарастала, особенно сильная активность была зарегистрирована 22 января 2009 года. Объект стал предметом исследования орбитального телескопа Swift. Так, выяснилось, что гамма-репитер производит по нескольку вспышек в минуту, самые мощные из которых несут энергию, эквивалентную энергии Солнца, вырабатываемой за 20 лет. По своим характеристикам SGR J1550-5418 представляет собой нейтронную звезду, а точнее её разновидность — магнетар.